# 八王子市立緑が丘小学校
八王子市立緑が丘小学校（はちおうじしりつ みどりがおかしょうがっこう）は、東京都八王子市にある公立小学校。

## 沿革
- 2004年（平成16年）4月 - 八王子市立緑が丘小学校として創立、旧校舎耐震工事完了
- 2009年（平成21年）4月 - 学校敷地内に寺田第二学童開設
- 2013年（平成25年）8月 - 体育館耐震補強工事完了

## 進学先中学校
- 八王子市立椚田中学校

## 交通アクセス
- バス
  - JR中央線西八王子駅から京王バス法政大学行き乗車。「寺田東」停留所下車徒歩4分
  - 京王高尾線めじろ台駅から京王バス法政大学行き乗車。「寺田東」停留所下車徒歩4分